# Café turco
Café turco é um tipo de café tradicional da Turquia e de diversos territórios que outrora integraram o Império Otomano, tais como a Grécia, o Oriente Médio, parte do Norte de África e os Balcãs.
É preparado a partir de café moído com consistência de farinha. A bebida resultante fica muito concentrada, servindo-se tradicionalmente em pequenas xicaras sem alças(pt-BR) ou chávenas sem pegas(pt-PT?), com ou sem açúcar.
A "cultura e tradição do café à turca" foi inscrita pela UNESCO na lista do patrimônio cultural imaterial da Humanidade em 2013.

## Nome
Na Turquia, esta bebida era conhecida apenas como "café" (kahve, em língua turca) até à introdução do café instantâneo nos anos 1980. As gerações mais jovens referem-se hoje à bebida como "café turco" (Türk kahvesi).
Cada um dos outros países onde o café se prepara desta forma atribui a si próprio este método de preparação. Desta forma, existem também, entre outras, as designações café grego (ελληνικός καφές, em língua grega), café arménio (Հայկական սուրճ, em língua arménia), café bósnio (bosanska kahva, em língua servo-croata) e café árabe ( قهوة عربية , em língua árabe).

## Preparação e consumo

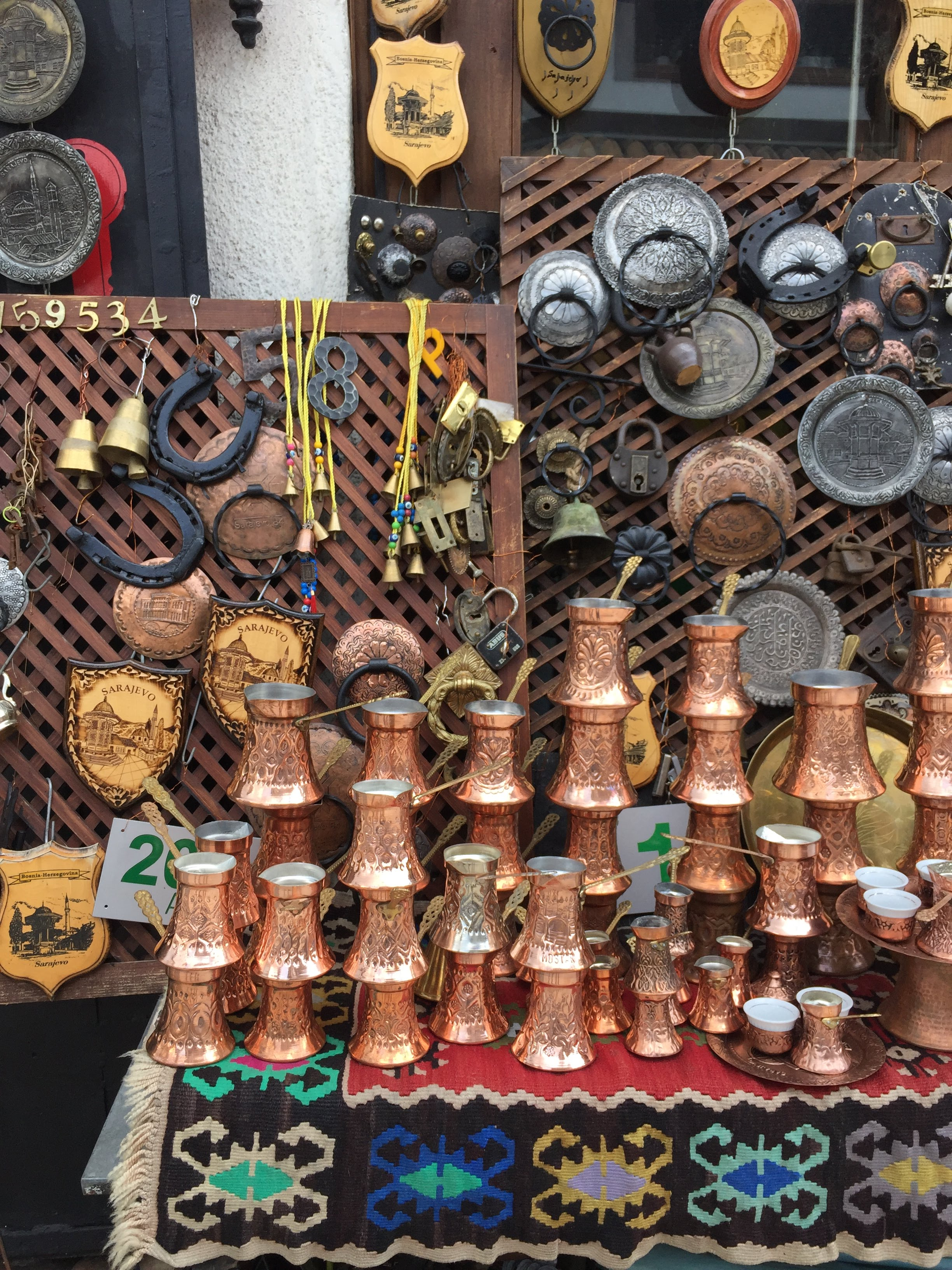
Cafeteiras para preparar café turco, na Bósnia e Herzegovina.

As ferramentas necessárias para preparar o café turco consistem numa pequena cafeteira estreita para ferver, chamada cezve ou džezva, tradicionalmente de cobre com uma pega de madeira, e uma colher. Os ingredientes são café moído finamente, água fria e, caso se deseje, açúcar. Durante a moagem do café, pode também ser adicionado cardamomo.
É servido em chávenas (designadas como fincan ou fildžan) tão pequenas como as do café expresso italiano. Como não é adicionado açúcar após a preparação, não é necessário o uso de colheres. Algumas chávenas modernas têm pegas, ao contrário das tradicionais. Com estas últimas, o café era bebido pegando nelas com a ponta dos dedos ou, mais frequentemente, colocando-as num recipiente de metal com uma pega, chamado zarf, em turco.
Antes de consumir o café acabado de preparar, é aconselhável aguardar cerca de um minuto, para que os grãos se depositem no fundo. Uma vez servido, não se deve mexer o café, para evitar que os grãos se espalhem. Deve-se parar de beber quando se sentem grãos na boca, deixando a borra resultante no fundo da chávena.

## Leitura da sina
A borra que fica no fundo da chávena, após se beber o café, pode ser usada para ler a sina. A chávena é virada ao contrário, com o topo virado para o pires, para que a borra se espalhe e arrefeça. Depois de arrefecer, os padrões que tiverem aparecido podem ser lidos. Este processo é conhecido como kahve falı, em turco, e καφεμαντεία, em grego. Em português, pode ser designado como cafeomancia.